# Sonate K. 34
Pour les articles homonymes, voir K34.
La sonate K. 34 (L.S.7) en ré mineur est une œuvre pour clavier du compositeur italien Domenico Scarlatti.

## Présentation
La sonate K. 34, en ré mineur, est notée Larghetto. Elle fait partie des sonates publiées par Thomas Roseingrave en 1739. Le style de cette petite pièce − comme les 31, 40 et 42 − est semblable aux compositions de la période romaine de Scarlatti, vers 1710.

## Manuscrit et édition
La sonate est publiée comme numéro 9 de l'édition Roseingrave (Londres, 1739) avec les K. 31 à 42 ; une copie manuscrite est dans Vienne G 18.

## Interprètes
La petite sonate K. 34 est défendue au piano par Soyeon Lee (2017, Naxos, vol. 21) ; au clavecin par Scott Ross (1985, Erato), Luc Beauséjour (2003, Analekta) ainsi que Luca Guglielmi (Stradivarius) ; l'ont enregistrée à la guitare Narciso Yepes (1985, DG), Alberto Mesirca (2007, Paladino Music) et Thibault Cauvin (2013, Vogue) ; Andrea Marcon à l'orgue (Divox).

## Sources
: document utilisé comme source pour la rédaction de cet article.
- Ralph Kirkpatrick (trad. de l'anglais par Dennis Collins), Domenico Scarlatti, Paris, Lattès, coll. « Musique et Musiciens », 1982 (1re éd. 1953 (en)), 493 p. (OCLC 954954205, BNF 34689181).
- Alain de Chambure, « Domenico Scarlatti : Intégrale des sonates — Scott Ross », p. 204, Erato (2564-62092-2), 1985 (OCLC 891183737) .